# Мелор (тайфун)
Тайфун Мелор — тайфун грудня 2015 р. на Філіппінах, 4 категорія. Відомий на Філіппінах як (T1527, 28W, Нона). Тайфун «Мелор» завдав руйнувань і призвів до смертей понад 40 людей, особливо в північній та центральній частині Філіппін. Матеріальні збитки станом на 19 грудня становлять US$19.7 млн.